# 아이밴파 발전소

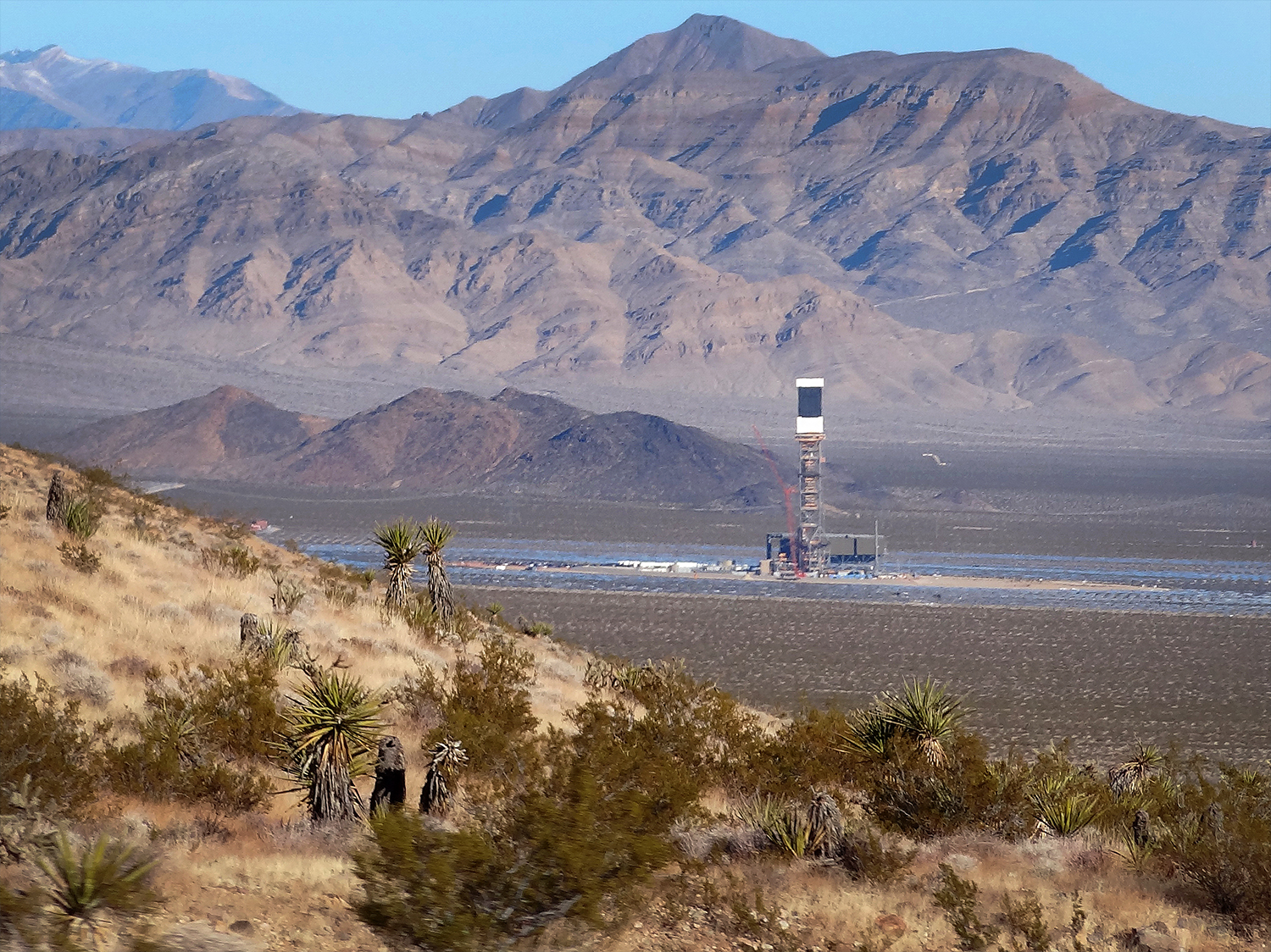

아이밴파 발전소(Ivanpah Solar Power Facility)는 미국 캘리포니아주 모하비 사막에 건설 중인 태양열 발전소이다. 건설이 완료되면 세계에서 제일 큰 태양력 발전소가 될 예정이다. 2010년에 건설을 시작한 이 발전소는 총 세개의 타워로 구성되어 있으며 건설이 끝나면 총 392 메가와트의 전력을 생산할 수 있게 되며 14만 가구에 전력을 보급할 수 있게 된다. 수천개의 거울로 태양광을 중앙집중식 타워에 반사시켜 태양열로부터 나오는 열로 증기를 만들도록 해 가동시킨다.

## 참고 문헌
- “Tower of Power 보관됨 2013-07-20 - 웨이백 머신”, 《타임》
- “캘리포니아에 거울반사식 태양광 발전타워 등장”, 《지디넷코리아》”